# Stanovo (općina)
Stanovo je jedna od pet općina Grada Kragujevca. 1992. ukida se općina Kragujevac umjesto koje se stvara Grad Kragujevac, 2002. se na teritoriju Grada Kragujevca stvara gradska općina Stanovo. Obuhvaća zapadni dio naseljenog mjesta Kragujevac. Graniči se s općinama Aerodrom i Stragari na sjeveru, Stari Grad na istoku, Pivara na jugu, te s općinom Knić na zapadu. Općina pokriva površinu od 154,82 km² na kojoj, prema popisu stanovništva iz 2002. godine, živi 39.252 ljudi.

## Uprava
Prema statutu Grada Kragujevca gradska četvrt Stanovo obuhvaća područje naselja: Kragujevac-dio, Adžine Livade, Divostin, Drača, Dragobraća, Drenovac, Đuriselo, Erdeč, Goločelo, Grošnica, Kutlovo, Prekopeča, Rogojevac, Trešnjevak i Vinjišta. Dio naseljenog mjesta Kragujevac se sastoji od sljedećih mjesnih zajednica: Stanovo, Korićani, Male Pčelice- Novo Naselje, Male Pčelice- Staro Selo te Veliko Polje.

## Položaj
Teritorij ove općine je do skora bio zapadno predgrađe Kragujevca. Kao posljedica migracionih kretanja kroz povijest, broj stanovnika je rastao i stara seoska naselja su aglomeracijski spojena s Kragujevcem. Kroz Stanovo prolaze važne prometnice prema Kragujevcu i Šumadiji, željeznička pruga Kraljevo-Kragujevac-Lapovo, elektro, PTT, kanalizacijska mreža, što je uz asfaltirane lokalne putove i magistralni pravac Kragujevac- Kraljevo bitno određenje nivoa kvaliteta rada i življenja.

## Demografija
Prema popisu stanovništva iz 2002. godine općina Stanovo ima 39.252 stanovnika. Prema narodnosti većinu stanovnika čine Srbi, a od nacionalnih manjina najznačajnije skupine su Romi. Prema vjeri većina se izjašnjava pravoslavcima, a ostale najznačajnije vjerske zajednice su: islamska zajednica i katolička zajednica.
Može se konstatirati da poslije Drugog svjetskog rata, djelovanjem gospodarskog razvoja, broj stanovnika izrazito raste, naselja rastu i teritorijalno i populacijski. 1948. godine na popisu je ustanovljeno 9.964 ljudi, 1953. – 9.625, 1961. – 10.323, 1971. – 16.838, 1981. – 28.293, 1991. 36.348 te 2002. – 39.252. 
Ekonomska struktura stanovnoštva: 75% su industrijski radnici, 15% su radnici u trgovini, uslugama, upravni, administrativni radnici te rukovodeće osoblje, 6% poljoprivrednici.

## Vanjske poveznice
- Stranice grada (na srpskom)  Arhivirana inačica izvorne stranice od 24. veljače 2009. (Wayback Machine)